# Stadtarchiv Hannover

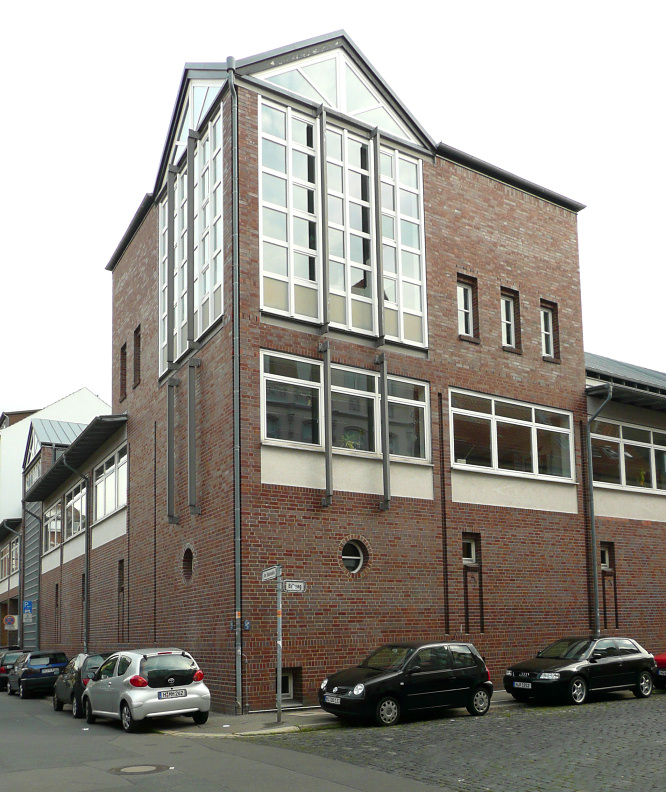
Stadtarchiv Hannover

Das Stadtarchiv Hannover ist das größte Kommunalarchiv in Niedersachsen.
Es sammelt das aus der Tätigkeit von Bürgermeister, Rat und den Verwaltungsorganen der Stadt Hannover entstandene Schriftgut. Die Anfänge des Stadtarchivs reichen in die Zeit vor 1300 zurück.

## Geschichte
Als Teil der Stadtverwaltung war das Archiv von jeher im Alten Rathaus ansässig. Das früheste Archivalienverzeichnis ist 1505 nachgewiesen. Die Bestände reichen bis zum Jahr 1241 zurück. Eine umfassende Neuordnung erfolgte durch den Bürgermeister Christian Ulrich Grupen. 1863 bezog es mit der übrigen Verwaltung das Wangenheimpalais. Die anwachsenden Bestände führten dazu, das Archiv aus dem Rathaus auszugliedern. 1889 erhielt die Einrichtung neue Räumlichkeiten im damaligen Neubau des Kestner-Museums (heute Museum August Kestner).
Durch die Hochwasserkatastrophe im Februar 1946 kam es zu erheblichen Überschwemmungsschäden. Diese Verluste haben bewirkt, dass die Überlieferung der Stadtgeschichte des 19. Jahrhunderts zu 80 % verloren gegangen ist.
1952 erfolgte die Neueinrichtung im Dogenflügel des Alten Rathauses.
Nach dem am 29. Oktober 1985 erfolgten Kauf der Immobilie Am Bokemahle 14/16, einem Büro- und Lagergebäude des pharmazeutischen Großhändlers Andreae-Noris Zahn AG, und dem Umbau des vormaligen Handelshauses in ein Archivgebäude durch den des Architekten Ernst Friedrich Brockmann verlagerte das Stadtarchiv seinen Sitz in die Südstadt.
Seit 1889 wurde das Archiv von einer wissenschaftlichen Kraft hauptamtlich geführt. Adolf Ulrich war der erste wissenschaftliche Archivar der Stadt. Ihm folgten Otto Jürgens, Karl Friedrich Leonhardt, Herbert Mundhenke, Klaus Mlynek und Karljosef Kreter. Aktuell ist Cornelia Regin die kommissarische Leiterin des Stadtarchivs.
1999 gründete sich der Freundeskreis Stadtarchiv Hannover. Den Vorsitz nahm von 1999 bis 2013 Günther Kokkelink wahr, der nach seinem Ausscheiden zum Ehrenvorsitzenden benannt wurde. Sein Nachfolger ist Carl-Hans Hauptmeyer.
2009 war das Stadtarchiv maßgeblich an der Gründung des Regionalen Notfallverbundes Kulturgutschutz beteiligt. Cornelia Regin wurde zur Kulturgutschutzbeauftragten benannt.

## Bestände

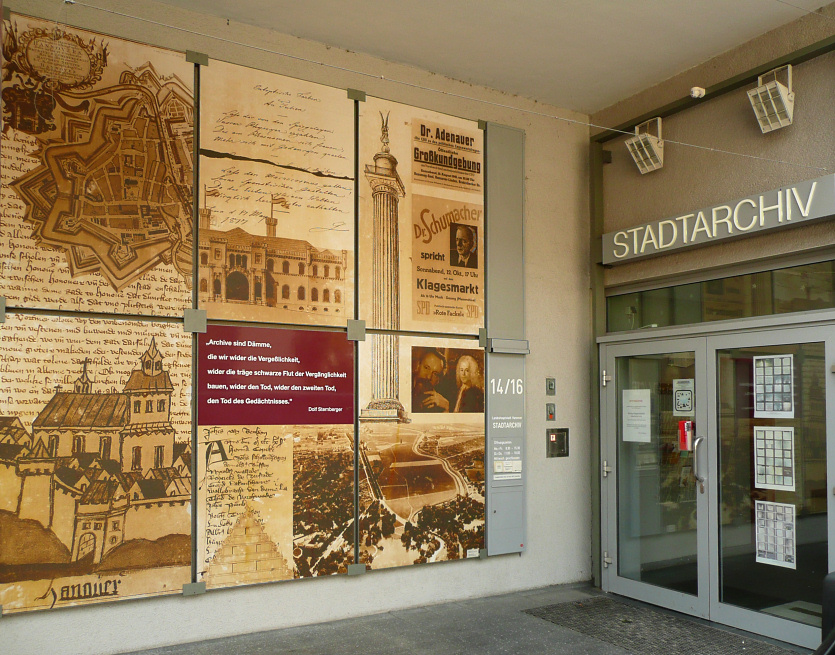
Eingang

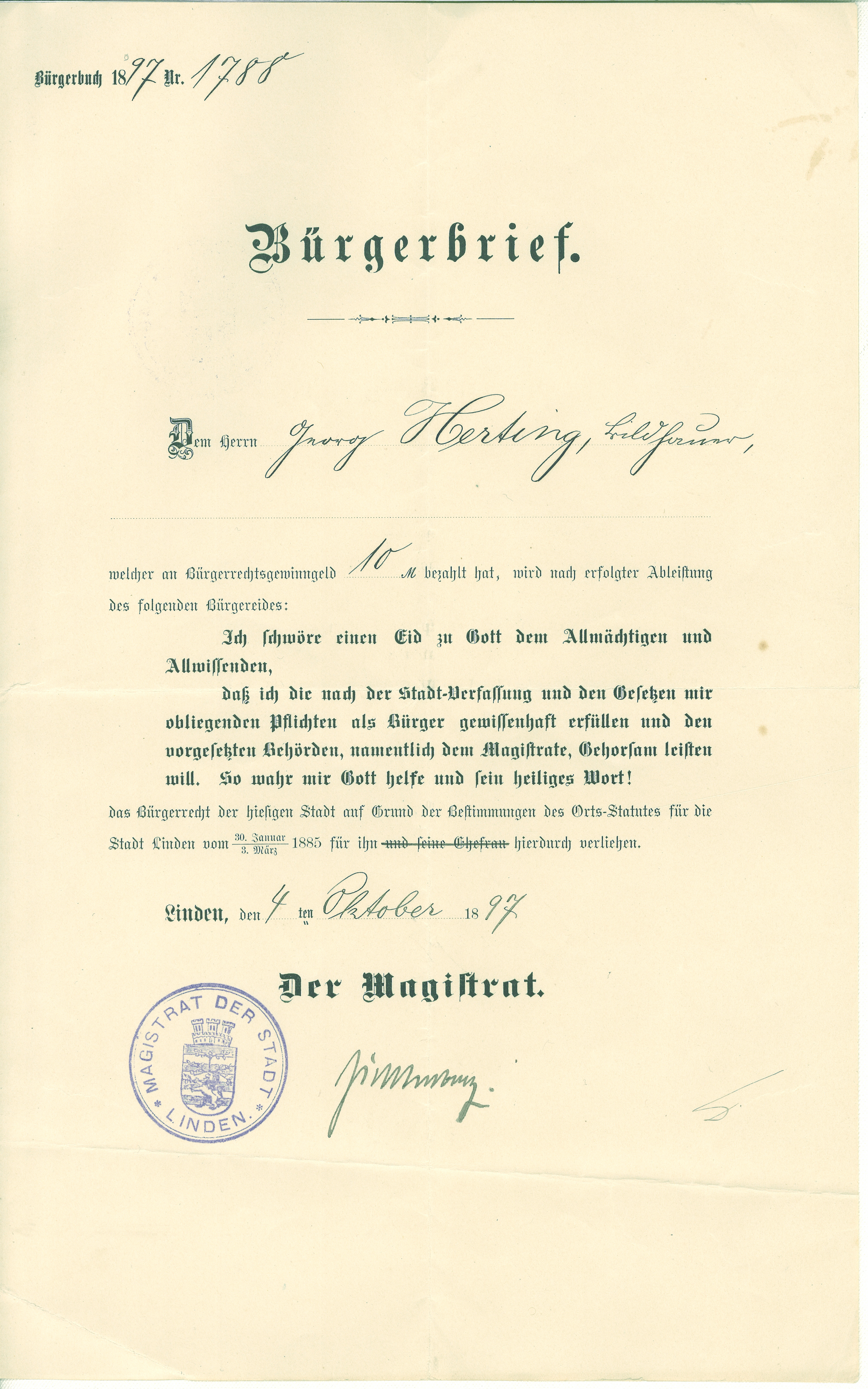
Bürgerbrief für den Bildhauer Georg Herting
Magistrat der seinerzeit selbständigen Stadt Linden, Altes Lindener Rathaus, 4. Oktober 1897

Das Archiv hat eine reiche mittelalterliche Überlieferung, die von großen Verlusten verschont geblieben ist. Nur der Brand des Knochenhauer-Amtshauses 1428 hat Lücken in die sonst ungestörten Reihen der Handschriften (Stadtbücher und Register) gerissen. Der Urkundenbestand (ab 1241) hat ohne Schäden die Jahrhunderte überdauert. Durch rechtzeitige Auslagerung während des Zweiten Weltkrieges blieb der Archivbestand erhalten. Schwere Überlieferungsverluste gab es dennoch. Während der Luftangriffe auf Hannover vernichteten  Brandbomben vor allem Dokumente zur Baugeschichte und die Registratur im Bauamtshaus (1943). Unterlagen zur Geschichte des 19. Jahrhunderts vernichtete das Leine-Hochwasser von 1946.
Zu den Beständen im Gesamtumfang von 10.000 Regalmetern gehören unter anderem 6.000 Urkunden (seit 1241), 25.000 Amtsbücher und Register (1289–1945/46), mehrere 100.000 Akten (seit 1500) und Millionen von Einwohnermeldekarten (seit 1872) in verschiedenen Überlieferungsschichten (aus städtischen Fachbereichen, Ämtern und Dienststellen) einschließlich der Protokolle des Rates bis in die Gegenwart. Ferner zählen zu den Beständen: 20.000 Karten, Pläne und Risse (seit 1725) und die Unterlagen (Archive) der eingemeindeten Kommunen seit 1974. Dazu gehören die Stadt Misburg und die Gemeinden Ahlem, Anderten, Bemerode, Vinnhorst, Wettbergen und Wülferode.
Zu den Beständen privater Herkunft gehören neben der Sammlung etwa von Bernhard Homeister 100 Familiennachlässe u. a. von Hermann Wilhelm Bödeker, Conrad Wilhelm Hase, Rudolf Hillebrecht, Familie von Charlotte Kestner, geb. Buff und Johann Christian Kestner mit Kindern und Enkeln besondern August Kestner und Hermann Kestner, Georg Ludwig Friedrich Laves, Theodor Lessing, Friedrich Lindau, Kurt Morawietz, Edwin Oppler, Familie Volger und Familie von Windheim. Außerdem bewahrt das Archiv Vereinsschriftgut und Unterlagen der im Rat vertretenen Parteien, Nachlässe von untergegangenen Wirtschaftsunternehmen wie die Döhrener Wolle oder Deposita wie das der Sparkasse Hannover. Zu den Sammlungen gehören Fotos städtischer Herkunft, Plakate, Postkarten, Siegel und die städtische Autografensammlung. Das digitale Magazin dient (seit 1999) der dauernden Erhaltung von Schriftgut aus elektronischen Systemen.

## Persönlichkeiten
- Adolf Ulrich (1860–1889); überführte Ende des 19. Jahrhunderts die Bestände in das neu errichtete Kestner-Museum.[4]

### Eigene Publikationen
- Hannoversche Geschichtsblätter (seit 1898)
- Hannoversche Studien (seit 1993)
- Kleine Schriften (seit 1999)

### Sonstige Literatur
- Otto Jürgens: Das Stadtarchiv in Hannover. In: Hannoversche Geschichtsblätter (=HG) 19 (1916), S. 321–405
- Otto Jürgens: Übersicht über die Bestände des Stadtarchivs Hannover. In: HG  22 (1919), S. 195–234, 25 (1922), S. 1–58, 26 (1923), S. 65–90
- Karljosef Kreter: Stadtbücher und Register 1289–1533. Inventar der mittelalterlichen gebundenen Handschriften im Stadtarchiv Hannover. In: HG Neue Folge 48 (1994), S. 47–168
- Archive in der Region Hannover, hrsg. v. Manfred von Boetticher, Karljosef Kreter und Hans Otte, 2004, S. 15 ff.
- Cornelia Regin: Feuer, Wasser, Krieg und andere Katastrophen. Ein Beitrag zur Geschichte des Stadtarchivs Hannover im Zweiten Weltkrieg und in den ersten Nachkriegsjahren. In: HG Neue Folge 66 (2012), S. 241–256
- Karljosef Kreter: Stadtarchiv. In: Klaus Mlynek, Waldemar R. Röhrbein (Hrsg.) u. a.: Stadtlexikon Hannover. Von den Anfängen bis in die Gegenwart. Schlütersche, Hannover 2009, ISBN 978-3-89993-662-9, S. 584f.